# Odontodes aleucana
Odontodes aleucana är en fjärilsart som beskrevs av Embrik Strand 1917. Odontodes aleucana ingår i släktet Odontodes och familjen nattflyn. Inga underarter finns listade i Catalogue of Life.